# Balthasar Käuffelin
Balthasar Käuffelin (* um 1490 in Wildberg (Schwarzwald); † 4. Oktober 1559 in Tübingen) war ein deutscher Theologe und Rektor der Universität Tübingen.
Im Zuge der in Europa durch Martin Luther in Gang gesetzten Reformation, welche letztlich in einer Spaltung der christlichen Kirche kulminierte, war Käuffelin in seiner Position als Professor der Theologie gezwungen, Stellung zu den theologischen und religiösen Neuerungen des Protestantismus zu beziehen. Er leitete die Transformation der Universität Tübingen zu einer protestantischen Bildungsinstitution ein, behielt allerdings im Verlaufe seiner Amtszeit eine kritische Einstellung gegenüber bestimmten reformatorischen Praktiken bei.

## Bildungsweg
Käuffelin immatrikulierte sich 1510 an der theologischen Fakultät in Tübingen. 1513 schloss er sein Magisterstudium ab. Am 18. Juni 1521 erfolgte seine Habilitation, kurze Zeit später am 2. Juli wurde er zum Professor der Theologie ernannt. Bis zu seinem Tod 1559 blieb er als einzige Konstante und lange auch als einziger Professor an der theologischen Fakultät.
Zeitweilige Kollegen Käuffelins waren Paul Phrygio, Johann Forster und Erhard Schnepf.

## Werdegang an der theologischen Fakultät
Käuffelin wurde am 2. März 1519 Sentenziar und am 2. Juli 1521 als ordentlicher Professor berufen und war bis zu seinem Tod 1559 an der Fakultät tätig. In dieser Zeit war er dreizehnmal Rektor der Universität. 1538 verfasste Käuffelin zusammen mit seinem Kollegen Phrygio neue Satzungen für die Theologische Fakultät, die die Verordnungen der Universität ergänzen sollten. Darin wurde unter anderem die Position des Dekans gestärkt sowie eine stärkere Kontrolle der Lehre an der Fakultät sichergestellt.

### Wissenschaftliche Arbeit
Bekannt ist, dass Käuffelin ein Manuskript namens epistola de papa deponendo (lat. „Vom Papst verfasste Briefe“) niederschrieb. Dieses, ebenso wie jegliche andere Werke des Mannes, ist allerdings der Nachwelt nicht erhalten geblieben.

## Haltung zur Reformation
1526 bekam Käuffelin vom Bischof von Basel den Auftrag, „als Ordinarius theol. und Prädikant zu Tübingen“ an der Badener Disputation teilzunehmen. Auf der Rückreise traf er seinen alten Studienfreund Ambrosius Blarer in Konstanz, dem gegenüber er angab, dass er „von der lutherischen Secte sich habe verstricken lassen“. Tatsächlich aber scheint Käuffelin sich innerlich gegen diese Neuerungen gestrebt zu haben. Zusammen mit den anderen drei Professoren der theologischen Fakultät verschloss er sich gegen sämtliche Reformen. Seine Amtskollegen wurden daraufhin entlassen; nur Käuffelin, dessen Haltung noch am ehesten mit dem Gedankengut der Reformation konform ging, durfte seine Professur behalten. Infolgedessen war Käuffelin lange Zeit der einzige Professor an der theologischen Fakultät.
Da Käuffelin sich nicht klar zum Protestantismus bekannte, entwickelte er sich in den Augen anderer Reformatoren zu einer kontroversen Persönlichkeit. Er selbst scheint die Notwendigkeit einer Reformation erkannt zu haben, stellte sich allerdings strikt gegen die Idee eines Schismas der christlichen Kirche. Darum betonte er stets die Gemeinsamkeiten zwischen Protestanten und Katholiken.

### Haltung zur Confessio Augustana
1540 bat Ulrich von Württemberg alle Mitglieder der theologischen Fakultät in Tübingen, ihre Meinungen zum Augsburger Bekenntnis, auch Confessio Augustana, der offiziellen Stellungnahme der lutherischen Reichsstände zu ihrem Glauben, zusammenzutragen. Alle Mitglieder außer Phrygio und Käuffelin befanden, dass die Confessio Augustana auf der Heiligen Schrift beruhe und sie demnach bedenkenlos anerkennbar sei. Käuffelin hatte Vorbehalte gegen Artikel 7, der sich mit der Einheit der Kirche beschäftigt. Dort ist zwar das Bekenntnis zur einen heiligen christlichen Kirche formuliert, allerdings mit dem Vorbehalt, dass die Einheit nur in Bezug auf die Sakramente und die Lehre nötig sei, nicht aber in Bezug auf Riten, Traditionen oder Zeremonien, die von Menschen eingeführt worden sind. Entsprechend erachtete ihn Käuffelin als inakzeptabel – er hielt weiter am Prinzip einer einzigen vereinten Kirche fest.
1548 war Käuffelin wieder einziger Professor an der theologischen Fakultät. Auf Grund der veränderten politischen Rahmenbedingungen und der Zurückdrängung des Protestantismus in Folge des Augsburger Interims führte er die Fakultät wieder näher an die Katholische Kirche. Mit dem Ende des Interims ging auch Käuffelins Einfluss an der theologischen Fakultät zurück, bis er schließlich in den Ruhestand versetzt wurde. „Als ein alter verdienter Professor und fürnehmer Mitregent der Universität, der der Hohenschul viel Gutes erzeigt“ durfte er allerdings bis zu seinem Tod weiterhin Gehalt und Wohnsitz eines Professors in Anspruch nehmen.
Käuffelins Ziel als Reformator war nicht die Abspaltung einer neuen Kirche, sondern die Reformation innerhalb der Katholischen Kirche. Da keine theologischen Schriften von Käuffelin überliefert sind, sind seine theologischen Positionen allerdings lediglich anhand seiner Äußerungen und seines Wirkens an der theologischen Fakultät abzulesen.